# NGC 7123
NGC 7123 ist eine Spiralgalaxie vom Hubble-Typ Sa im Sternbild Indus am Südsternhimmel. Sie ist schätzungsweise 160 Millionen Lichtjahre von der Milchstraße entfernt und hat einen Durchmesser von etwa 150.000 Lichtjahren.
Gemeinsam mit IC 5106, IC 5116 und PGC 67474 bildet sie die NGC 7123-Gruppe oder LGG 447.
Das Objekt wurde am 24. Juli 1835 von John Herschel entdeckt.

## NGC 7123-Gruppe (LGG 447)
| Galaxie   | Alternativname | Entfernung/Mio. Lj |
| --------- | -------------- | ------------------ |
| NGC 7123  | PGC 67466      | 160                |
| IC 5106   | PGC 66824      | 167                |
| IC 5116   | PGC 67055      | 165                |
| PGC 67474 | ESO 75-028     | 165                |